# Blysmus
Genre
Classification phylogénétique
Blysmus est un genre de plantes herbacées de la famille des Cyperaceae.

## Liste des espèces
Trois espèce sont reconnues par The Plant List :
- Blysmus compressus (L.) Panz. ex Link
- Blysmus mongolicola Kitag.
- Blysmus rufus (Huds.) Link